# Izlandi kerceréce
Az izlandi kerceréce (Bucephala islandica) a lúdalakúak rendjébe, ezen belül a récefélék (Anatidae) családjába tartozó faj.

## Rendszerezése
A fajt Johann Friedrich Gmelin német természettudós írta le 1789-ben, az Anas nembe Anas islandica néven.

## Előfordulása
Kanadában, Észak-Amerika északnyugati részén és Izlandon költ. Természetes élőhelyei a tűlevelű erdők, mérsékelt övi erdők, tengerpartok és édesvizű tavak. Vonuló faj.

## Megjelenése
Testhossza 42–53 centiméter, a szárnyfesztávolsága 67–84 centiméter, a hím testtömege 1000–1387 gramm, a tojó kicsit kisebb 638–1056 gramm. Nagyon hasonlít az ismertebb kercerécéhez. A gácsér nászruhája fekete és fehér, fejtető tollai üstökszerűen megnyúltak. Csőre mögött jellegzetes fehér folt található.
|  |  |

## Életmódja
Tápláléka főként állati eredetű, rovarokkal és azok lárváival, puhatestűekkel és rákokkal táplálkozik. Táplálékát, akár 8 méteres mélységben, kövek alatt keresgéli.

## Szaporodása
A fészekalj 10-14 tojásból áll, melyen 30 napig kotlik.
|  |

## Természetvédelmi helyzete
Az elterjedési területe rendkívül nagy, egyedszáma pedig növekvő. A Természetvédelmi Világszövetség Vörös listáján nem fenyegetett fajként szerepel.